# Censura na China

Brasão de armas da República Popular da China.

A censura na República Popular da China é implementada pelo partido político que domina a vida pública do país, o Partido Comunista da China. As regiões administrativas especiais de Hong Kong e Macau têm sistemas legais próprios e têm governos amplamente autossuficientes, pelo que as restrições sobre a liberdade dos chineses não se aplicam nessas regiões.
Os principais assuntos censurados são a democracia, os Protestos na Praça da Paz Celestial em 1989, Falun Gong, a independência do Tibete, a independência de Taiwan, a corrupção, violência policial, anarquismo, neonazismo, disparidade de renda, segurança alimentar, pornografia, além de meios de comunicação que publicam esses assuntos, conteúdo religioso e outros conteúdos sensíveis.
Os meios de comunicação censurados são todos aqueles capazes de atingir uma ampla audiência, como televisão, mídia impressa, rádio, filmes, teatro, mensagens de texto, mensagens instantâneas, literatura e internet.
A ONG Repórteres sem Fronteiras vê a situação na China como "muito séria", a pior classificação possível em sua escala. A política chinesa de censura na internet é considerada "difundida" pelo mapeamento global feito pela OpenNet Initiative, também a pior em sua escala. A organização Freedom House define a imprensa chinesa como "não livre", a pior classificação, dizendo que o controle estatal sobre a imprensa noticiosa na China é conseguido por uma combinação complexa de monitoramento partidário do conteúdo das notícias, restrições legais sobre os jornalistas e incentivos financeiros para a auto-censura.

## Literatura
A Administração Geral da Imprensa e Publicações (新闻出版总署) é o órgão estatal chinês que avalia toda obra literária que se pretende editar no mercado. A AGIP tem autoridade legal para avaliar, censurar e banir qualquer publicação impressa ou eletrônica na China. Como todas as editoras precisam ser licenciadas pela AGIP, a agência também tem a prerrogativa legal de impedir a publicação de qualquer autor, bem como o funcionamento de qualquer editora no país. Como resultado, a proporção de livros oficiais em relação a livros piratas é estimada em 40%:60%. De acordo com uma reportagem da ZonaEuropa, há mais de 4000 editoras à margem da lei na China.

## Internet
A censura da internet na China é vista por muitos analistas como a mais prevalente e sofisticada no mundo. De acordo com um estudo da Universidade Harvard, ao menos 18000 websites são bloqueados no país. Entre as páginas bloqueadas, encontram-se YouTube, Facebook e Flickr, além de certos termos de pesquisa em sites de busca. Existem 52 dissidentes cibernéticos presos por suas atividades de comunicação on-line na China. O site da Wikipedia, em todos os idiomas, foi definitivamente bloqueado em maio de 2019. No entanto, em abril de 2020, a mesma organização (OONI) que realizou o estudo do bloqueio da Wikipédia no país informou que há uma anomalia de violação de DNS, que pode ser um falso-positivo. A censura na internet chinesa de sites estrangeiros também funciona como um meio de promoção de empresas de internet domésticas, segundo alguns analistas.

## Mensagens de texto
De acordo com a ONG Repórteres sem Fronteiras, a China tem mais de 2800 centros de espionagem de mensagens de texto (SMS). Em 2010, usuários de telefone celular em Xangai e Pequim corriam o risco de ter seu serviço de mensagens de texto cortado se fizessem referência a conteúdo considerado ilegal ou "não salutar".